# Meerssenská smlouva

Hranice po Meerssenské smouvě

Meerssenská smlouva, nebo Mersenská smlouva, uzavřená 8. srpna 870 v dnešním nizozemském městě Meerssen, byla smlouva o rozdělení Lotharingie. Byla to jedna ze smluv, která dělila území Franské říše mezi nástupnické státy, čímž položila základ hranic v západní a jižní Evropě pod dobu středověku. Území Lotharingie (zhruba odpovídající budoucímu Nizozemí) připadalo zčásti Východofranské říši (a jejímu vládci Ludvíku II. Němci) a zčásti Západofranské říši (jíž vládl Karel II. Holý).
Někdy je výsledek smlouvy zván třetím dělením Franské říše. Druhé dělení je spojováno se smlouvou z Prümu z roku 855 (která dělila Lotharingii mezi syny Lothara I.), první je spjato s verdunskou smlouvou z roku 843 (rozdělení Franské říše mezi syny Ludvíka I. Pobožného). Poté následovalo ještě čtvrté dělení, neboli ribemontská smlouva z roku 880, po níž celá Lotharingie připadla Východofranské říši (posléze Svaté říši římské, v jistém smyslu Německu) – takto určená hranice mezi později vzniklými Francouzským a Německým spolu s Arelatským královstvím zůstala s malými změnami až do poloviny 14. století.